# Орден Короны Румынии
Орден Короны Румынии (рум. Ordinul Coroana României) — государственная награда Королевства Румыния.

## История
Орден был учреждён 14 марта 1881 года королём Румынии Каролем I в качестве награды за выдающиеся заслуги перед королевством. Статут и правила ношения ордена были приняты и вступили в силу несколько позже даты его официального учреждения — 10 мая 1881 года.
19 декабря 1939 года учредили женский вариант ордена.
27 апреля 1941 года, после начала в Румынии всеобщей мобилизации, были отменены определённые Статутом временные рамки между награждением орденом одной степени и представлением к более высокой степени.
В 1947 году, после отречения короля Михая I от престола, орден упразднили в Румынии. Михай I продолжал вручать орден как династическую награду; одним из награждённых стал примар Кишинёва Дорин Киртоакэ.

## Знаки и степени ордена

### Степени
Орден имел пять степеней:
|                 |                  |                    |                                     |                         |
| Рыцарский Крест | Офицерский Крест | Командорский Крест | Кавалер Большого Офицерского Креста | Кавалер Большого Креста |

### Знак ордена
Знак ордена представляет собой мальтийский крест красной эмали с белой каймой по краям. В центре медальона на аверсе помещена золотая корона на красном фоне. По окружности медальона на белой эмали золотыми буквами девиз «PRIN NOI INSINE» («Нашей Волей») и стоит дата создания ордена «14 MARTIE 1881» («14 марта 1881»). Между лучами креста вставлены позолоченные монограммы короля Кароля I. На реверсе посередине на красном поле идёт надпись «10 MAIU» («10 мая»), по окружности по белой эмали стоят годы, сыгравшие судьбоносное значение в образовании Румынского государства: «1866 — 1877—1881».
Первые две степени ордена Румынской Короны вручались вместе с восьмиконечной звездой, которую носили на груди с левой стороны.
9 сентября 1932 года дизайн ордена претерпел серьёзные изменения. С медальона на аверсе знака убрали корону, переместив её в четырёх местах между лучами креста, а вместо неё поставили витиеватую монограмму короля Кароля II.
22 февраля 1938 года орден Румынской Короны получил специальный воинский статус. Награды этого класса дополнялись скрещенными мечами, расположенными между лучами креста. Сверху они были увенчаны короной — своеобразной вставкой между крестом и лентой.

#### Большой Крест
Знак ордена носился на плечевой ленте.
Размер знака — 65 мм.
Размер звезды — 75 мм.

#### Большой Офицерский Крест
Знак ордена носился на шейной ленте
Размер знака — 50 мм.
Размер звезды — 65 мм.

#### Командорский Крест
Знак ордена носился на шейной ленте
Размер знака — 50 мм.

#### Офицерский Крест
Знак ордена носился на грудной колодке с розеткой с правой стороны груди

#### Рыцарский Крест
Знак ордена носился на грудной колодке с правой стороны груди

### Лента ордена
Первоначально лента ордена была голубого цвета с двумя серебристыми полосками (по 3 мм) по краям. После 9 сентября 1932 года появилась «военная» лента — тоже голубого цвета, но с одной вертикальной серебряной полосой посередине. Во время войны по краям добавлялись две золотые полоски. В случаях награждения военнослужащих за боевые заслуги орденом Офицерской или Рыцарской степени использовалась специально учреждённая «военная» лента красного цвета с голубыми полосками (по 5 мм) по краям.
С 30 июня 1941 года разрешили вручать ордена всех степеней с лентами военного образца.